# Pálvölgy
Pálvölgy ([ˈpaːlvølɟ]) est un quartier de Budapest situé dans le 2e arrondissement en contrebas du Látó-hegy et du Mátyáshegy, dans le vallon de Szépvölgy. C'est dans ce quartier que se trouve la Grotte de stalactite de Pálvölgy.